# Saint-Georges-sur-la-Prée
Saint-Georges-sur-la-Prée è un comune francese di 638 abitanti situato nel dipartimento del Cher, nella regione del Centro-Valle della Loira.

## Società

### Evoluzione demografica
Abitanti censiti